# Iridoviridae
A família Iridoviridae é composta por vírus que infectam invertebrados (principalmente insetos) assim como alguns grupos de vertebrados, como peixes, anfíbios e répteis. São vírus grandes, de 120 a 300 ηm de diâmetro, com formato icosaédrico. Possuem DNA fita dupla (dsDNA), geralmente com tamanho variando de 100 a 210 Kpb. Apresentam genoma com terminais redundantes e circularmente permutados. A replicação do DNA dos iridovírus ocorre no citoplasma das células hospedeiras. Os vírions desta família são formados por um capsídeo (externo), uma membrama lipídica intermediária e uma estrutura central (core) formado por DNA com proteínas associadas.